# World Reference Base for Soil Resources

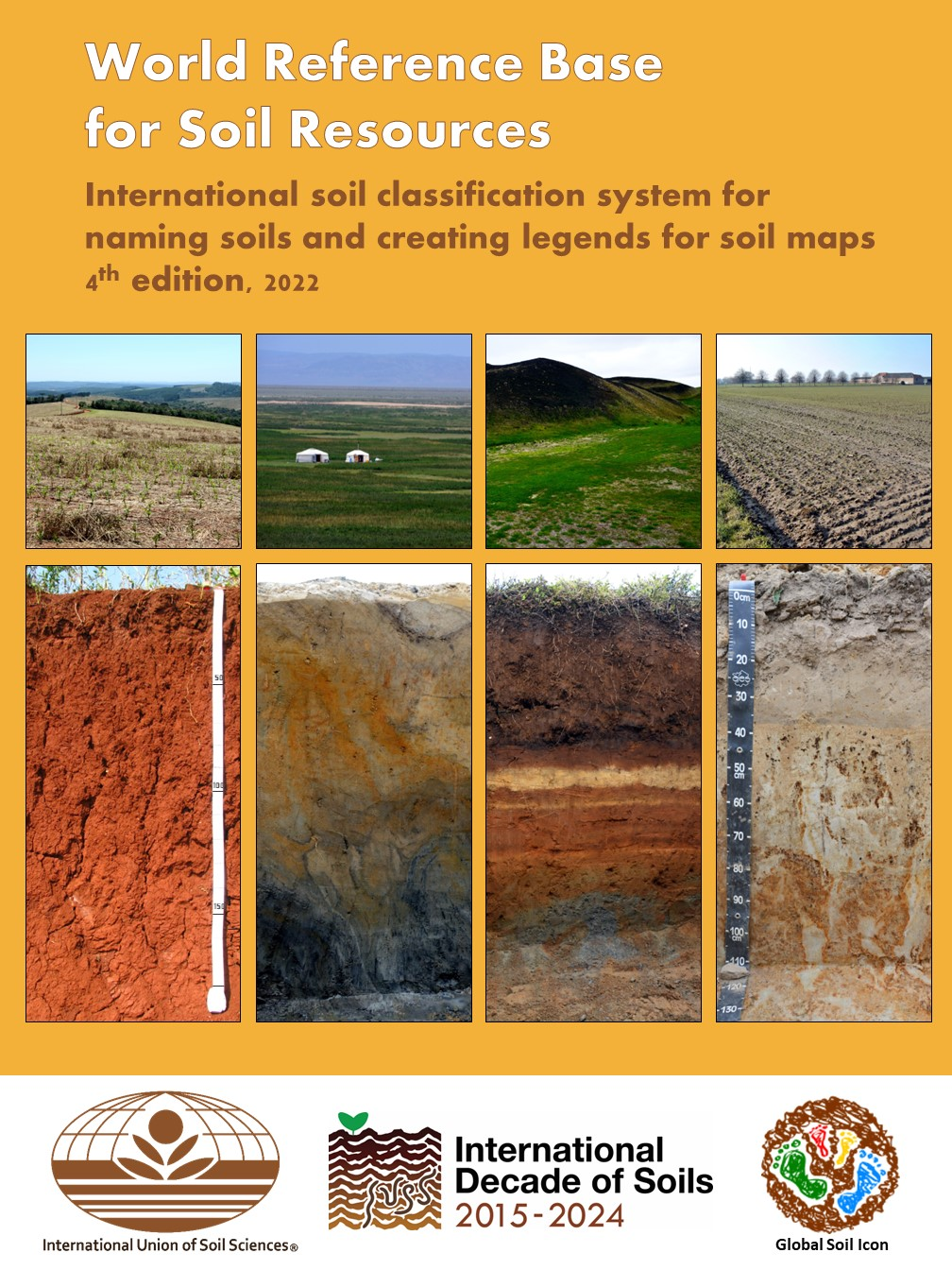
WRB, quarta edizione, 2022

Il World Reference Base for Soil Resources (WRB) è un metodo di classificazione dei suoli sviluppato del Gruppo di Lavoro WRB della IUSS (International Union of Soil Sciences); ha sostituito la precedente classificazione dei suoli FAO.

## Criteri di classificazione
Questo metodo è uno fra i più ampiamente utilizzati, perché permette di avere un sistema unico per la classificazione dei suoli di tutto il mondo dal momento che è stato sviluppato fin dall'inizio con un'ottica planetaria e non nazionale. Dal punto di vista dei criteri classificatori, il WRB attinge dai maggiori sistemi di classificazione dei suoli fino ad oggi sviluppati (la tassonomia del suolo secondo USDA, il Référentiel pédologique français, la precedente classificazione FAO e il sistema russo); per questo motivo, è quasi sempre possibile una corrispondenza con i vari sistemi di classificazione su base nazionale.
Al primo livello viene effettuata una suddivisione in base al principio pedogenetico, che si esprime in una morfologia del suolo; si ottengono così 32 gruppi di suolo, mentre al secondo livello il nome del gruppo viene affiancato da un prefisso qualificatore. Per l'individuazione dei livelli tassonomici inferiori si aggiungono aggettivi dopo il nome del gruppo. I gruppi di questa classificazione corrispondono grosso modo ai sottogruppi dell'altra grande classificazione dei suoli mondiali, la tassonomia del suolo secondo USDA.